# Alice Recknagel Ireys
Alice Recknagel Ireys (* 24. April 1911 in Brooklyn, New York City; † 12. Dezember 2000 ebenda) war eine US-amerikanische Landschaftsarchitektin, zu deren namhaften Kunden der Brooklyn Botanic Garden, der New York Botanical Garden, der Clark Botanic Garden, das Abigail Adams Smith Museum und das Brooklyn Museum gehörten.

## Leben
Alice Elizabeth Recknagel wurde in Brooklyn, New York, als Tochter von Harold S. und Rea Estes Recknagel geboren. Ihr Vater war Anwalt in der Versicherungsbranche. Das Stadthaus in der Willow Street 45, in dem Alice aufwuchs, wurde seit den 1830er Jahren von ihrer Familie bewohnt, und sie lebte dort ihr ganzes Leben lang.
Ireys begann sich schon als Kind für Gartenarbeit zu interessieren, während sie mit ihrem Großvater auf der Familienfarm in Green Harbor, Massachusetts, arbeitete.  Sie half ihrem Großvater in seinem Gemüsegarten und bekam ein eigenes kleines Grundstück, in dem sie Blumen pflanzen durfte. Ireys' Interesse entwickelte sich weiter durch ein Programm im Brooklyn Botanic Garden, das sich in Entwicklung befand und von der Saatgutfirma Burpee finanziert wurde, das es Kindern erlaubte, Pflanzen zu züchten und sie dann mit nach Hause zu nehmen. Ireys arbeitete auch freiwillig im Brooklyn Botanic Garden.
Ireys ging am Packer Collegiate Institute in Brooklyn zur Schule und besuchte dann auf Anraten eines Freundes die Cambridge School of Architecture and Landscape Architecture, die mit Harvard University verbunden und ab 1932 dem Smith College angegliedert war. Obwohl die Cambridge School normalerweise nur Frauen mit einem Bachelor-Abschluss aufnahm, überzeugte Ireys den Schulgründer Henry Atherton Frost, dass ihr Packer-Diplom einem Junior-College-Abschluss entsprach und sicherte sich so die Aufnahme. Sie brauchte vier Jahre, um das dreijährige Programm zu absolvieren und schloss 1935 ab.
Nach ihrem Abschluss an der Cambridge School begann Ireys für die Packer-Absolventin Marjorie Sewell Cautley in New Jersey arbeiten. Im Sommer 1936 unterrichtete sie Gartenarbeit im Silver Lake Camp in Hawkeye, NY, und arbeitete im Sommer 1937 in der Gärtnerei von W.J. Manning in Duxbury, MA.
Im Februar 1936 begann Ireys für den Landschaftsarchitekten Charles Lowrie zu arbeiten. Lowrie und sein fünfköpfiges Team arbeiteten hauptsächlich an Wohnsiedlungen und öffentlichen Parks. Als die Great Depression Lowrie dazu zwang, die meisten seiner Mitarbeiter zu entlassen, behielt er Ireys. Aus der Not heraus lernte sie, ein bisschen von allem im Büro zu machen, einschließlich Tippen, Ablegen, Putzen und Besorgungen sowie Übertragungen, Kolorieren und Besichtigung von Baustellen. Es war eine Erfahrung, die sie später als „eine wunderbare Art zu lernen“ beschrieb. Als Lowrie im September 1939 plötzlich starb, wurde Ireys gebeten, seine Klienten zu übernehmen, aber nur fünf von ihnen stimmten zu, bei ihr zu bleiben. Ein Projekt, das sie abschloss, war der Bepflanzungsplan für das Red Hook Housing Project in Brooklyn.
Nach Lowries Tod schlug sich Ireys mit verschiedenen Jobs durch: Sie hielt Gartenvorträge im Radio, schrieb Artikel für Zeitungen und arbeitete mit den Cambridge School Alumnae Cynthia Wiley und Clara Coffey zusammen. Mit Wiley und Coffey entwarf sie Spielplätze für das New York City Parks Department und Landschaftspläne für Wohnhäuser in New York City, Niagara Falls, New Rochelle, Detroit und New Jersey. Sie machte auch einzelne Projekte für die Landschaftsarchitekten Arthur F. Brinckerhoff und A. Carl Stelling und die Architekten Lorimer Rich (für den sie einen Bepflanzungsplan für das Grabmal der Unbekannten anfertigte) und I. Naftali. Im Frühjahr 1941 und im Herbst 1943 unterrichtete sie einen Kurs für Landschaftsgärtnerei am Connecticut College.
Alice heiratete Henry Tillinghast Ireys III im Jahr 1943. Sie bekamen drei Kinder, Catherine, Anne und Henry, und eine Zeit lang nach deren Geburten schränkte Alice ihre Arbeit im Landschaftsbau ein. Henry starb 1963. Ireys schloss das Büro in Manhattan und ließ sich in ihrem lebenslangen Zuhause in der Willow Street nieder.
Ireys wurde bekannt für eine Design-Ästhetik, die eine Brücke schlug zwischen dem Ideal des späten 19. Jahrhunderts des anmutigen, formalen Anwesens und dem Anliegen des 20. Jahrhunderts, bescheidene Wohnlandschaften zu gestalten und öffentliche Räume aufzuwerten. Sie entlehnte Elemente wie Terrassen und Parterres aus der groß angelegten Landschaftsgestaltung und modifizierte sie für begrenztere Flächen, wobei sie Merkmale wie serpentinenartige Gehwege betonte, die die Illusion eines größeren Raumes schufen, als tatsächlich existierte. Im Laufe ihrer langen Karriere entwarf sie über tausend Projekte in mehr als einem Dutzend Staaten.

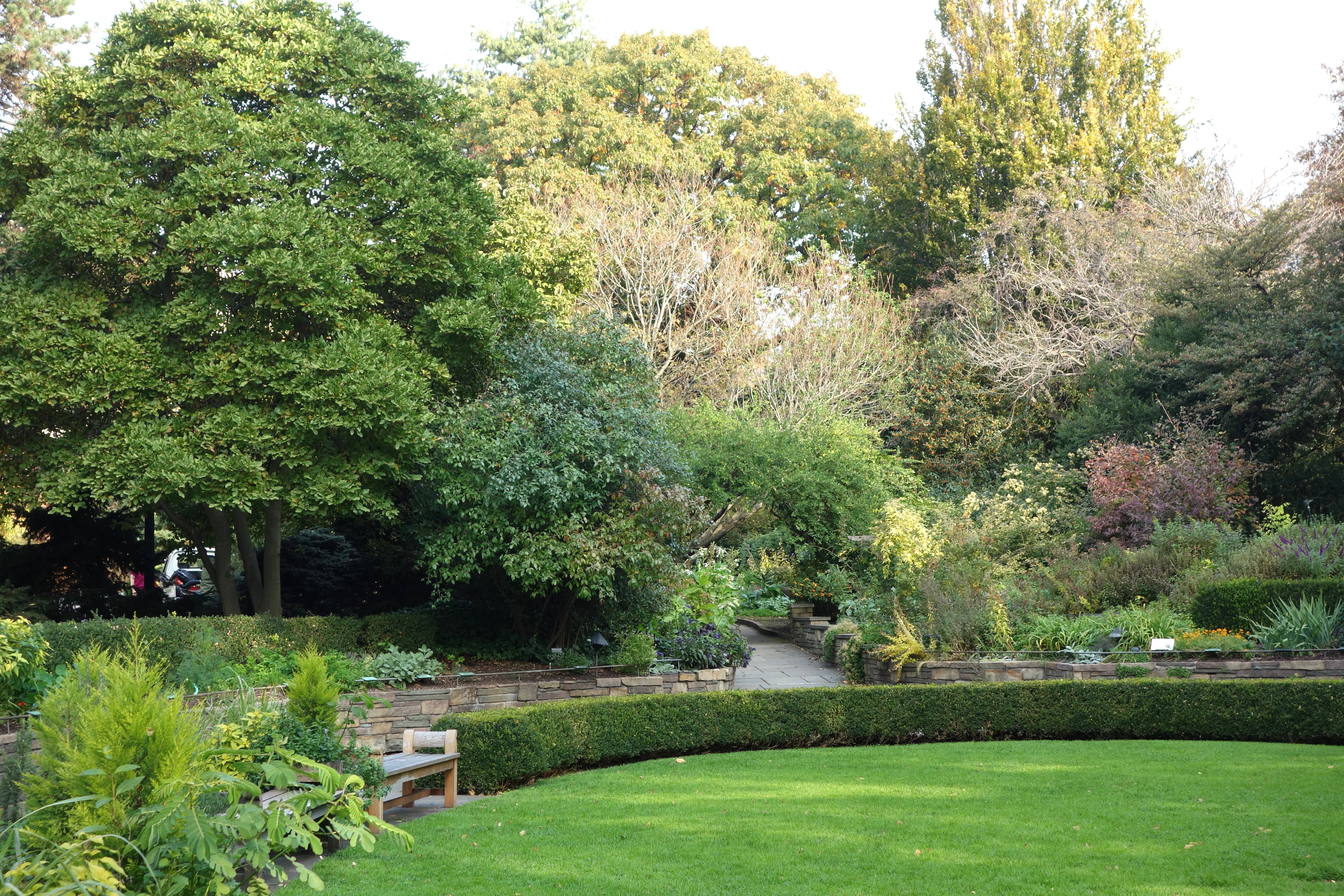
Fragrance Garden, Brooklyn Botanic Garden, New York City

Für den Brooklyn Botanic Garden entwarf sie sowohl den Mae L. Wien Cutting Garden als auch Helen's Garden of Fragrant Plants (die heute nach ihr Alice Recknagel Ireys Fragrance Garden heißt). Letzterer wurde speziell für Sehbehinderte als Gedenkstätte für eine blinde Frau namens Helen Goodhart Altschul angelegt. Er verfügte über rollstuhlgerechte Wege, Hochbeete und eine Beschilderung in Braille-Schrift, und die Besucher wurden aufgefordert, die Pflanzen zu berühren. Er wurde von vielen Designern nachgeahmt, die sich darum bemühten, öffentliche Gärten für Menschen mit Behinderungen zugänglich zu machen. Der Fragrance Garden im Brooklyn Botanic Garden wurde 1955 eröffnet.
Von den späten 1950er bis in die frühen 1980er Jahre unterrichtete Ireys regelmäßig an den von den Federated Garden Clubs betriebenen Landscape Design Schools. Diese Schulen bildeten die Mitglieder der Gartenclubs in den Prinzipien der „guten landschaftsarchitektonischen Praxis“ aus, so dass sie als „Hüter und Kritiker der Schönheit im Freien in den USA dienen konnten“. Ein Hauptziel der Schulen war es, den Berufsstand zu fördern, indem sie potenzielle Vorstands- und Ausschussmitglieder dazu ausbildeten, sich für eine professionelle Planung öffentlicher Außenanlagen einzusetzen.
Mitte der 1960er Jahre, nach dem Tod ihres Mannes, begann Ireys mit dem Schreiben von Büchern, die sich eher an Hobbygärtner als an professionelle Landschaftsgestalter wie sie selbst richteten. Ireys' erstes Buch, How to Plan and Plant Your Own Property (1967), wurde geschrieben, um die Fragen und Probleme anzusprechen, die bei ihren Vorträgen am häufigsten gestellt wurden. Es war eine leicht zugängliche Einführung in die Prinzipien der Landschaftsgestaltung, illustriert mit Fotos von Gärten, die von Ireys und einigen ihrer Kollegen gestaltet wurden. Das Buch erreichte ein breites Publikum, von Hausgärtnern bis hin zu Studenten der Landschaftsarchitektur.
1987 begann sie mit Burpee zusammenzuarbeiten und entwarf spezielle Gärten, die Burpee-Kunden als Paket kaufen konnten, das die Pläne sowie alle benötigten Samen und Pflanzenmaterialien enthielt. Die beliebtesten dieser Entwürfe wurden 1991 als Teil der Burpee American Gardens-Serie veröffentlicht. Im selben Jahr veröffentlichte Burpee auch Designs for American Gardens. Ähnlich im Format wie ihre früheren Werke, verwendete es eine Auswahl von Ireys' gebauten Designs, um Ideen zu liefern und Prinzipien für kleine und große Gärten zu demonstrieren.
Im Jahr 1978 wurde Ireys zum Fellow der American Society of Landscape Architects gewählt. Im Jahr 1991 verlieh ihr die American Horticultural Society ihre höchste Auszeichnung, den Liberty Hyde Bailey Award. Im Jahr 1992 verlieh ihr die Garden Writers' Association of America den Quill and Trowel Award. Im Jahr 1994 erhielt sie die Distinguished Service Medal des Brooklyn Botanic Garden.
Ireys arbeitete bis zu ihrer letzten Krankheit und verstarb im Jahr 2000 in Brooklyn. Im Jahr ihres Todes wurde ein Dokumentarfilm über ihr Leben, The Living Landscapes of Alice Recknagel Ireys, veröffentlicht.
Der Nachlass ihrer Arbeiten wird in der Sophia Smith Collection des Smith Colleges aufbewahrt.

## Veröffentlichungen
- Designs for American Gardens. Prentice Hall Gardening, New York City 1991, ISBN 0-13-183666-8.
- Garden Designs. Prentice Hall, New York City 1991, ISBN 0-13-093345-7.
- Small Gardens for City and Country: A Guide for Designing and Planting Your Green Spaces. Prentice Hall, Englewood Cliffs,NJ 1978, ISBN 0-13-813055-8.
- How to Plan and Plant Your Own Property. M. Barrows, New York City 1967, ISBN 0-688-06831-6.